# Den siste Fleksnes
Den siste Fleksnes är en norsk film från 1974 baserad på TV-serien Fleksnes fataliteter. Regisserad av Bo Hermansson.

## Handling
Fleksnes har det ganska bra förutom att hans sociala behov inte täcks. Han saknar framför allt kvinnan i sitt liv. Hans mor som inte vill att han ska bli den siste Fleksnes kommer med flera förslag, men resultatet uteblir. Hon lurar då in honom på en charmskola, vilket får oönskade följder.

## Om filmen
Filmen är inspelad i Oslo och Trondheim. Den hade premiär i Norge den 16 september 1974 och i Sverige den 4 november samma år.

## Rollista
- Rolv Wesenlund – Marve Fleksnes
- Aud Schønemann – modern
- Finn Mehlum – fadern
- Per Christensen – Per
- Britt Langlie – Britt Andersen
- Kjersti Døvigen – Unni
- Marit Kolbræk – Karin
- Ella Hval – fröken Gustavsen
- Knut M. Hansson – äktenskapsförmedlare
- Julie Ege – sig själv
- Roy Bjørnstad – lärare på charmskolan
- Leif Jacobsen – man på rummet
- Bjørn Jenseg – herr Rosenlund
- Per Lekang – kursledare
- Sverre Anker Ousdal – brevbärare
- Jan Pande-Rolfsen – lärare på charmskolan
- Helge Reiss – flygpassagerare
- Rolf Sand – museivakt
- Kari Simonsen – Elsa Eng
- Rolf Søder – receptionist
- Aloysius Valente – lärare
- Kari Winge – fröken Onstad

### Fotnoter
1. 1 2  Den siste Fleksnes, Internet Movie Database (på norskt bokmål), läs online, läst: 26 december 2021.[källa från Wikidata]
2. 1 2 3 4 5 6 7 8 9 10 11 12  Den siste Fleksnes, Norsk filmografi (på norskt bokmål), läs online, läst: 26 december 2021.[källa från Wikidata]
3. ↑  Release Info, Internet Movie Database (på engelska), läs online, läst: 26 december 2021.[källa från Wikidata]

### Webbkällor
- Den siste Fleksnes på Internet Movie Database (engelska)